# ユナイテッド (インターネット企業)
ユナイテッド株式会社（英: UNITED, Inc.）は、東京都渋谷区に本社を置き、教育事業、人材マッチング事業、投資事業を中心に展開する日本のインターネット企業である。

## 沿革
- 1998年（平成10年）2月 - 株式会社ネットエイジ設立。
- 2006年（平成18年）8月 - 東京証券取引所マザーズに上場。
- 2007年（平成19年）7月 - ngi group株式会社に商号変更。
- 2010年（平成22年）12月 - ngi groupを存続会社として、株式会社フラクタリストと合併。
- 2012年（平成24年）6月 - モーションビート株式会社に商号変更。

- 2012年（平成24年）12月 - モーションビートを存続会社として、株式会社スパイアと合併。同時にユナイテッド株式会社に商号変更。
- 2013年（平成25年）6月 - フォッグ株式会社を子会社として設立。
- 2015年（平成27年）4月 - トレイス株式会社を新設分割。
- 2016年（平成28年）7月 - キラメックス株式会社を子会社化。
- 2020年（令和2年）2月 - 株式会社ブリューアスを新設分割。
- 2021年（令和3年）
  - 2月 - ユナイテッドマーケティングテクノロジーズ株式会社、プラスユー株式会社を新設分割。
  - 6月 - 株式会社リベイスを子会社化。
- 2022年（令和4年）
  - 4月 - パーパス「意志の力を最大化し、社会の善進を加速する。」を制定。パーパスに基づき、教育事業、人材マッチング事業、投資事業をコア事業に設定。
  - 7月 - 株式会社ココドルを子会社化
  - 8月 - イノープ株式会社を子会社化
  - 12月 - カソーク株式会社を子会社として設立

## 事業
ユナイテッドは自らの展開する事業をコア事業と収益期待事業に分類している。

### コア事業
教育事業
プログラミングやアプリ開発などを学べる、オンラインスクール「テックアカデミー」の運営と、実践的なスキルの習得に向けた実務機会を提供し、キャリアチェンジ支援を行う「テックアカデミーワークス」を運営。
- 主なサービス
  - テックアカデミー - 個人・法人向けのオンラインプログラミングスクール[4]
  - Yahoo!テックアカデミー - ヤフーが持つノウハウをもとに実践的なスキルを習得できるサービス[5]
  - テックアカデミーワークス - 卒業生とメンターが共同で企業の開発案件に対応するサービス[6]

人材マッチング事業
転職・副業・フリーランスなど成長企業のニーズに合わせたデジタル人材のマッチングを行う。
- 主なサービス
  - Kasooku - カソーク株式会社が運営する副業・転職マッチングプラットフォーム[8]
  - Jooi - 株式会社リベイスが運営するデザイナー特化型クラウドソーシングサービス[9]
  - offerBrain - イノープ株式会社が運営するダイレクトリクルーティング代行サービス[10]

投資事業
シード～アーリーステージのスタートアップへの投資およびハンズオン支援を実施。
- 主な投資先[12]
  - 株式会社メルカリ - フリマアプリ「メルカリ」
  - エキサイトホールディングス株式会社 - プラットフォーム事業、ブロードバンド事業、SaaS・DX事業
  - ワンダープラネット株式会社 - フルネイティブゲームアプリ
  - 株式会社サイバー・バズ - ソーシャルメディアマーケティング事業
- 主なEXIT実績
  - 株式会社MIXI - モバイルゲームアプリ「モンスターストライク」
  - ライフネット生命保険株式会社 - インターネット生命保険事業
  - 株式会社エニグモ - ソーシャルショッピングサイト「BUYMA」
  - 株式会社gumi - モバイルゲーム事業
  - 株式会社メタップス - ファイナンス事業
  - 株式会社ビザスク - スポットコンサルサービス「ビザスク」

### 収益期待事業
アドテク・コンテンツ事業
- 構成事業
  - ユナイテッドマーケティングテクノロジーズ株式会社[13]
    - 広告主/媒体向け広告プロダクトの開発・運営、およびメディア/ゲーム事業を運営

  - フォッグ株式会社[14]
    - アーティストの活動支援ができるサービス「CHEERZ」等を運営

  - 株式会社ブリューアス[15]
    - アプリ・システム開発、および自社ツールを運営

  - 株式会社インターナショナルスポーツマーケティング[16]
    - スポーツに関わるWebサイト制作やメディアの企画・開発

## 主な子会社・関連会社
- キラメックス株式会社
- カソーク株式会社
- 株式会社リベイス
- イノープ株式会社
- ユナイテッドマーケティングテクノロジーズ株式会社
- 株式会社ブリューアス
- フォッグ株式会社
- 株式会社インターナショナルスポーツマーケティング